# Trichlormethiazid
Trichlormethiazid ist eine chemische Verbindung aus der Gruppe der Benzothiadiazine.

## Gewinnung und Darstellung
Trichlormethiazid kann durch Kondensation von 4-Amino-6-chlor-m-benzoldisulfonamid mit Dichloracetaldehyd gewonnen werden.

Trichlormethiazidsynthese

## Eigenschaften
Trichlormethiazid ist ein weißes, geruchloses, kristallines Pulver, das löslich in Aceton ist. Sein (S)-Enantiomer besitzt eine orthorhombische Kristallstruktur mit der Raumgruppe P212121 (Raumgruppen-Nr. 19).

## Verwendung
Trichlormethiazid ist ein mittellang wirkendes Thiaziddiuretikum und Salidiuretikum, das etwa 10 mal stärker diuretisch wirkt als Hydrochlorthiazid. Es wird zur Ausschwemmung von Ödemen bei Herz-, Leber- und bedingt bei Niereninsuffizienz sowie zur Behandlung einer leichten bis mittelschweren Hypertonie in einer Dosis von 2 bis 8 mg pro Tag eingesetzt. Wie alle Thiazide wirkt es durch die Hemmung der elektroneutralen Rückresorption von Natrium und Chlorid im frühdistalen Tubulus. Seine Carboanhydrase-hemmende Wirkung ist geringer als die von Acetazolamid. Die Wirkung setzt nach 1 bis 2 Stunden ein, erreicht nach etwa 6 Stunden ein Maximum und hält etwa 24 Stunden an. Als Nebenwirkungen können neben Allergien und allgemeinen Herz- und Kreislaufproblemen eine Reihe weiterer Symptome auftreten.  Die Verbindung ist in der Tiermedizin als Kombinationspräparat mit Dexamethason für Rinder zur Ausschwemmung postpartaler Euter- und Vulvaödeme zugelassen.